# Megachile una
Megachile una är en biart som beskrevs av Joseph Vachal 1909. Megachile una ingår i släktet tapetserarbin, och familjen buksamlarbin. Inga underarter finns listade i Catalogue of Life.